# 邱亚夫
邱亚夫，男，（1958年1月—），山东济宁人，汉族，中国共产党党员、高级工程师、高级管理人员、企业家、工商管理硕士，毕业于西安工程大学，现任如意集团董事局主席。

## 生平/人物履历
1975年10月参加工作，进入济宁毛纺织厂。
1985年专科毕业于西安工程大学（原西北纺织工学院）毛纺织专业。
1992年底担任如意集团副总裁。
1993年7月本科毕业于中央党校经济管理专业。
1996年底担任如意集团总裁。
1997年底担任如意集团董事长兼总裁。
2002年获清华大学经济管理学院、北京大学光华管理学院EMBA学位。
2003年当选为第十届全国人大代表。
2005年清华大学工商管理硕士学位。
2008年当选为第十一届全国人大代表。
2013年当选为第十二届全国人大代表。
2018年1月31日，在山东省第十三届人民代表大会第一次会议上，当选为山东省代表出席第十三届全国人民代表大会代表。2018年2月24日，当选为第十三届全国人大代表。

## 所获奖项/人物荣誉
邱亚夫先后荣获了“国家科技进步二等奖”、“全国劳动模范”、“2001年度全国最受关注的企业家”、 “全国纺织工业劳动模范”、“全国五一劳动奖章”。
2018年10月，被中央统战部、全国工商联推荐宣传为改革开放40年百名杰出民营企业家。